# Скелеты в шкафу (Легенда о Корре)
«Скелеты в шкафу» (англ. Skeletons in the Closet) — одиннадцатый эпизод первого сезона американского мультсериала «Легенда о Корре».

## Сюжет
Замаскировавшиеся под Уравнителей Корра и Мако слушают выступление Хироши Сато. Затем они возвращаются на подземную базу, куда их приютил бродяга, с которым Корра однажды общалась в парке. Асами продолжает ревновать Мако к Аватару, а затем они ужинают похлёбкой из помоев. Ночью Мако приходит к Корре, и они говорят по душам. Тем временем Амон лишает некоторых магов их сил. Наутро прибывает генерал Айро с Объединёнными Силами, но попадает в засаду. Их корабли атакуют Уравнители на скоростных самолётах мистера Сато. Корра идёт на помощь, но в ходе битвы флот уничтожается, а Айро падает со своего судна и тонет в море. Аватар спасает его и приводит в убежище. Они просят бродягу отправить послание с предупреждением второй волне армии, которую ведёт капитан Буми, брат Тензина, названный в честь царя Омашу. Команда собирается напасть на аэродром, чтобы уничтожить самолёты, но Корра решает сразиться с Амоном. Мако присоединяется к ней. Друзья прощаются: Мако извиняется перед Асами и говорит, что она дорога ему. Группы расходятся.
Под видом Уравнителей Корра и Мако прибывают в храм воздуха, где сталкиваются с усатым заместителем Амона, который сообщает им о митинге у спортивной арены. Они обещают прийти, но идут на чердак, где находят Тарлока, сидящего за решёткой. Он говорит, что является братом Амона. Он рассказывает, что их отец, Якон, сбежал из тюрьмы и сменил внешность, отправившись жить на северное племя Воды. Там он встретил их добрую мать, и у семьи родились дети. Амон был первенцем, которого назвали Ноатаком, а Тарлок появился через 3 года. Ноатак был хорошим мальчиком и заботился о младшем брате. Им жилось хорошо, но когда они узнали, что являются магами воды, то увидели своего отца с другой стороны. Он был груб и жесток с детьми на тренировках магии. Ноатак защищал Тарлока, когда отец ругал его за ошибки, и тогда младший брат заметил жажду равенства в Ноатаке. Когда Тарлоку было 7 лет, отец взял их на охоту, а затем рассказал о себе правду у костра. Он возжелал обучить детей магии крови, чтобы они выросли и отомстили Аватару.
Каждое полнолуние Якон водил Тарлока и Ноатака якобы на охоту, но на самом деле учил магии крови. Они скрывали это от матери. Тарлоку было неприятно причинять боль животным, а Ноатак хорошо справлялся. Затем отец научил их использовать магию вне полнолуния. Они постоянно тренировались, и Тарлоку было не по себе из-за этого. Ноатак овладел отцовским талантом к 14 лет. Он был его любимчиком, но легче ему от этого не было. Вскоре Тарлок стал замечать перемены в брате. Однажды Якон заставил братьев применять магию крови друг на друге. Ноатак сделал это, а Тарлок не захотел причинять брату боль. Тогда отец захотел наказать его, но Ноатак использовал магию крови на Яконе и предложил брату сбежать из семьи, но Тарлок не хотел бросать маму. Как и отец, Ноатак назвал младшего брата слабым и убежал один. Тарлок и Якон искали его несколько дней, но не нашли и думали, что он умер в буре. Отец перестал тренировать сына и его надежда на месть иссякла, а через пару лет он умер. Тарлок просит прощения у Корры за то, что сделал. Мако интересуется, как он догадался, что Амон — его брат, и тот отвечает, что почувствовал знакомое ощущение при лишении магии. Амон может лишать людей магии через магию крови. Корра и Мако решают не биться с Амоном сейчас, понимая, что он слишком силён, но решают раскрыть о нём правду. Когда его последователи узнают, что он маг, то ополчатся на него. Корра не хочет оставлять Тарлока в заключении, но он говорит им уходить, чтобы покончить с Амоном, и они покидают чердак.

## Отзывы

Динамика оценок IGN к эпизодам 1 сезона мультсериала

Макс Николсон из IGN поставил эпизоду оценку 9 из 10 и отметил признание Тарлока на острове храма воздуха, что он брат Амона, которое раскрыло последнего как мага крови. Рецензент написал, что «это имело смысл, учитывая, что Амон был единственным, кто смог противостоять атаке Тарлока в „Послании из прошлого“». Эмили Гендельсбергер из The A.V. Club поставила последним двум эпизодам оценку «B+». Каси Феррелл из Den of Geek похвалила развитие персонажа Тарлока и посочувствовала его истории.
Главный редактор The Filtered Lens, Мэтт Доэрти, поставил серии оценку 10 из 10 и написал, что «„Скелеты в шкафу“ — ещё один прекрасный эпизод этого невероятного мультсериала». Он посчитал, что «предыстория детства Амона и Тарлока была просто фантастической». Мордикай Кнод из Tor.com тоже похвалил историю двух братьев, но посчитал, что этого все ровно «недостаточно, чтобы вызвать сочувствие к Тарлоку».
Финальные два эпизода, вышедшие в один день, собрали 3,68 миллиона зрителей у телеэкранов США.